# Diarchie

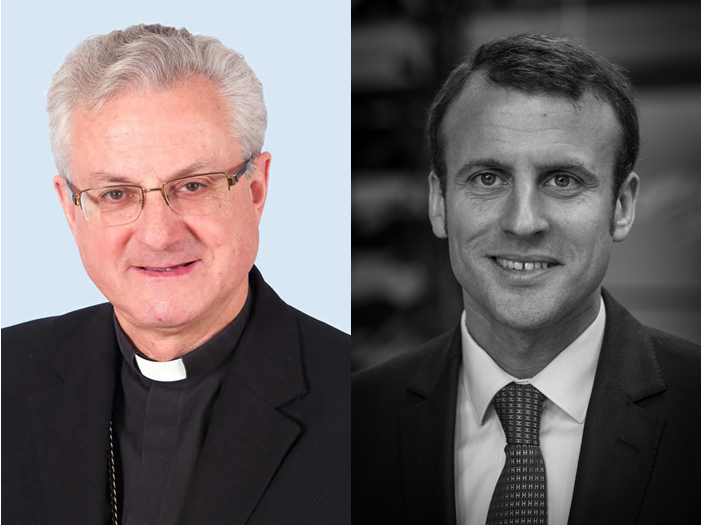
Spoluknížata Andorry, biskup Vives i Sicília a Emmanuel Macron

Diarchie (nebo dyarchie) z řečtina δι- "dvojí" a αρχια, "vláda", je forma vlády v níž hlavou státu jsou dvě osoby – diarchové (srov. s monarchií). Ve většině diarchií je vláda spolupanovníků doživotní a jejich práva a povinnosti po smrti přecházejí na jejich děti nebo rodinné příslušníky.

## Vznik a historie
Diarchie je jednou z nejstarších forem vlády. Diarchie jsou známy již z dob staré Sparty, Říma, Kartága, stejně jako od germánských a dáckých kmenů. Některé staré polynéské společnosti rovněž uplatňovaly diarchickou politickou strukturu. Panovnické hodnosti incké říše byly založené na příbuzenství, se dvěma držiteli každé hodnosti, avšak s rozdílnou vážností – jeden hanan (vyšší) a jeden hurin (nižší). 

## Moderní diarchie
V moderním významu diarchie představuje systém duální vlády (dvojvlády), ať již se jedná o vládu nebo organizaci. Takové 'diarchie' zpravidla nejsou dědičné, nýbrž volené.
Moderními příklady diarchií jsou 
- Andorrské knížectví, kde hlavami státu jsou spoluknížata (francouzský prezident a biskup urgellský),
- San Marino, kde jsou dva společně vládnoucí kapitáni-regenti,
- Svazijsko, kde společnými hlavami státu jsou podle tradice král a jeho matka.

Italský politolog Giovanni Sartori označuje francouzský poloprezidentský systém za diarchický, jelikož má dualní strukturu autority s dvěma osobami v čele – předseda vlády a prezident.